# Ла Унион (департамент)
Ла Унион (на испански: La Unión) е един от 14-те департамента на централноамериканската държава Салвадор. Намира се в източната част на страната. Площта му е 2074 квадратни километра, а населението – 277 731 души (по изчисления за юни 2020 г.).

## Общини
Департаментът се състои от 18 общини, някои от тях са:
1. Анаморос
2. Боливар
3. Ел Кармен
4. Ла Унион
5. Нуева Еспарта
6. Полорос
7. Сан Хосе